# Персеиды
Персеи́ды — метеорный поток, ежегодно появляющийся в августе со стороны созвездия Персея. Образуется в результате прохождения Земли через шлейф пылевых частиц, выпущенных кометой Свифта — Таттла. Мельчайшие частицы, размером с песчинку, сгорают в земной атмосфере, образуя «звёздный дождь». Его интенсивность постепенно растёт, достигает пика и постепенно падает.
Поток проявляет активность с 17 июля по 24 августа, причём максимум приходится обычно на 12 августа. Число метеоров обычно достигает 60 в час.

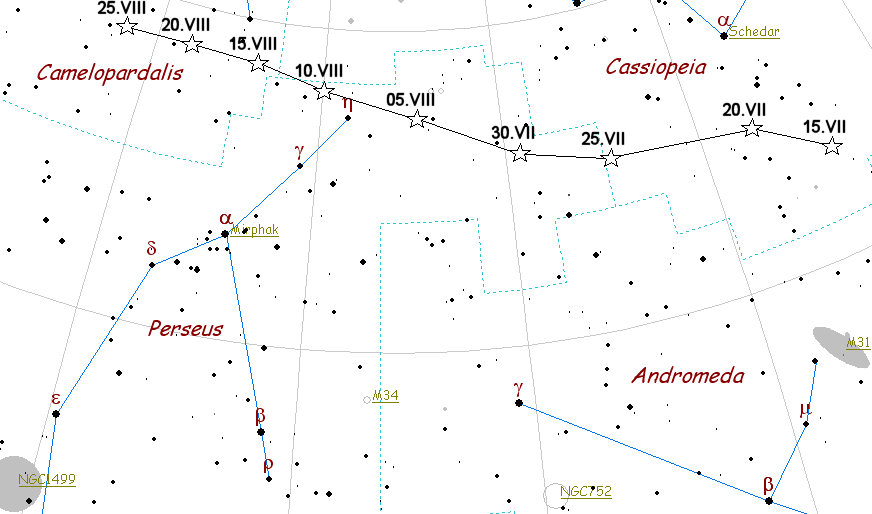
Перемещение радианта потока Персеид по небесной сфере за время его активности в 2009 году

## Описание
Как и большинство метеорных потоков, Персеиды образуются остатками кометного «хвоста». Сама комета приближается к Земле лишь один раз в 135 лет, но через её хвост Земля проходит ежегодно. Кометы, приближаясь к Солнцу, нагреваются, рассеивая в межпланетном пространстве мелкие частицы льда и пыли, которые под действием солнечного ветра движутся от центра Солнечной системы.
Обломки породы, вылетевшие из ядра этой кометы, попадая в атмосферу Земли, сгорают в ней, вспыхивая, как звёзды. С Земли кажется, что радиант этого метеорного дождя расположен в созвездии Персея. Поскольку он находится примерно на 55° севернее экватора, Персеиды лучше наблюдать в северном полушарии.
Хвост кометы состоит из крошечных частиц льда, пыли и пород, которые были выброшены в межпланетное пространство из ядра кометы. Когда Земля на своём пути вокруг Солнца встречается с этими частицами, они проникают в атмосферу со скоростью более 150 тыс. км/ч (средняя скорость Персеид — 210 тыс. км/ч). Они прочерчивают то прямые сплошные, то прерывистые линии, то вспыхивают в виде вереницы, а иногда даже в виде одного или нескольких огненных шаров. Некоторые наблюдатели, не знающие о времени «звездопада», сообщают об НЛО или уфологических явлениях. Большинство вспышек вызваны метеороидами размером с песчинку.

След одного из метеоров потока Персеиды, 2006

## История наблюдения
Первое упоминание о Персеидах датируется 36 годом н. э. в китайской летописи. Также Персеиды часто упоминались в китайских, японских и корейских летописях VIII—XI веков. В Европе Персеиды называли «Слезами святого Лаврентия», так как фестиваль святого Лаврентия, который проходит в Италии, приходится на самый активный период метеорного дождя — 10 августа. Официально считается, что открывателем ежегодного метеорного дождя Персеид является бельгиец Адольф Кетле, который сообщил об этом зрелище в августе 1835 года.
Первым исследователем, который подсчитал количество метеоров в час, был Эдвард Хэйс, который установил максимальную норму в 160 метеоров в час. Наблюдения Хэйсом и другими исследователями во всем мире продолжались почти ежегодно после этого. До 1858 года максимальная активность потока находилась между 37 и 88 метеорами в час. Интересно, что в 1861 году активность подскочила до 78—102.
Персеиды были первыми метеорами, которые связали с определённой кометой. В течение 1861—1863 годов наблюдатели заметили увеличение количества августовских Персеид. В 1863 году было зафиксировано 215 таких вспышек в час. Итальянский астроном Джованни Вирджинио Скиапарелли рассчитал орбиты нескольких метеороидов-Персеид и обнаружил, что они совпадают с орбитой кометы Свифта — Таттла. Эту комету открыли в 1862 году, когда она проходила близко к Земле. Период полного оборота кометы Свифта — Таттла составляет 135 лет. Последний раз она была близко к Земле в декабре 1992 года. Такое близкое расположение кометы стало причиной повышения активности Персеид. В августе 1993 года наблюдатели центральной Европы фиксировали от 200 до 500 метеоров в час. В следующий раз комета Свифта — Таттла будет проходить сквозь внутреннюю Солнечную систему в 2126 году, и это зрелище обещает быть величественным, наравне с кометами Хякутакэ в 1996 году и Хейла — Боппа в 1997 году.
Метеорный поток Персеиды оказался рекордсменом не только по числу метеоров, но и по числу болидов — очень ярких «падающих звезд», яркость которых достигает яркости Венеры. За пять лет наблюдений учёные зафиксировали 528 болидов, связанных с Персеидами. На втором месте оказался поток Геминиды (426), а один из самых известных потоков — Леониды — породил всего 90 болидов.